# Olof Elias Lagerheim
Olof Elias Lagerheim (född Weidman), född 24 september 1741, död 24 februari 1823, var en svensk ämbetsman.
Lagerheim föddes som son till kyrkoherden i Gladsax och Tomerup i Skåne Johan Gottfried Weidman och Anna Filippa Nolleroth. Efter att ha studerat juridik vid Lunds universitet, ingick han 1763 vid Göta hovrätt, där han tjänstgjorde till 1769, varefter han förordnades att förestå expeditionen vid rikets ständers tulldeputation. 1770 befordrades han till justitiefiskal vid tulldirektionen, och utnämndes 1776 till sekreterare i Kommerskollegium och insattes 1777 till ledamot i kommittén för tullförfattningarnas granskning och utgivandet av en ny lanttulltaxa.
Till belöning för sina förtjänster här blev han jämte en annan ledamot av samma kommitté, Carl Erik Bergqvist, adlad på samma namn och nummer, utan att de var närmare släkt. År 1778 befordrades Lagerheim till kammarråd, och blev 1800 ledamot av rikets allmänna ärendens beredning, 1802 vice president i Kammarkollegium och 1809 var ett av de första justitieråden. 1812 blev han upphöjd till friherrligt stånd, och fick samma år fullmakt som president i Kammarkollegium (stannade på posten 1812-1818) och utnämndes 1819 till serafimerriddare.
Hans andra hustru var grevinnan Johanna Maria Lilljenberg vars mor var en Jennings. Hon hade tidigare varit gift med Adolf Fredrik Silfversparre. I första äktenskapet fick han sonen Elias Lagerheim.